# Bram Hijmans
Abraham (Bram) Hijmans (Leeuwarden, 26 mei 1932 – Heemskerk, 13 oktober 1996) was een Nederlands componist, dirigent, muziekpedagoog en politicus.
Hij was zoon van Benjamin Lodewijk Hijmans, bibliothecaris en leraar aan het Stedelijk Gymnasium Leeuwarden, en Adriana Wijnen. Broer Willem (Wim) Hijmans was oprichter van het tijdschrift Podium, dichter (In memoriam patris) en journalist kunstredactie van Het Vrije Volk. Broer Benjamin Lodewijk (Ben) Hijmans publiceerde een vertaling van Metamorfosen van Ovidius.
Bram Hijmans trouwde in 1956 met choreograaf/dirigent Sonja Later (1924-2002), dochter van sopraan Henriëtte Later-Gouwe. Dochter van Bram en Sonja, Ita Hijmans, beweegt zich als musicus binnen de blokfluitmuziek uit middeleeuwen en renaissance, zoon Wiek Hijmans is gitarist en directeur van Stichting Output. In 1974 trouwde Bram Hijmans met Nonny Ruiter en uit dit huwelijk werden Alexander en Olivier Hijmans geboren. In 1996 trouwde Bram Hijmans met Hanna Nathan.
Bram Hijmans studeerde aan het Conservatorium van Amsterdam. Hij schreef voor en werkte met jeugdensembles en gaf cursussen op het gebied van instrumentmakerij. Hij gaf voorts muziekles aan de Stedelijke Muziekschool Utrecht en was directeur van de muziekschool in Heemskerk (1968-1979). Hij probeerde een nieuwe manier van lesgeven waarbij hij diverse kunstrichtingen probeerde te combineren. In de jaren tachtig was hij docent aan het Amsterdamse Conservatorium.
Van zijn werken zijn te noemen Muziek breekt allerwegen uit (cantate), Aestiva Amoris (cantate Zomercampagne der liefde voor schoolkoor en -orkest), Floris en Blancefloer (opera in vier bedrijven voor jeugdig ensemble). Voorts schreef hij Historia Guidonis Aretini (1965), vernoemd naar Guido van Arezzo (initiator van het huidige notenschrift) en geschreven in opdracht van het ministerie van Cultuur, Recreatie en Maatschappelijk Werk naar aanleiding van de tachtigste verjaardag van Willem Gehrels, die zich inzette voor verbetering van het muziekonderwijs. Een ander werk, Concert voor Muziekschool, kan gespeeld worden in elke combinatie van jeugdensembles. Daarnaast enkele symfonieën en veel kamermuziek voor zgn. Huisensembles.
Hij won in 1964 de ANV-Visser Neerlandiaprijs.
Veel van zijn muziek wordt uitgegeven door Red Frog Music uit
Assen. (06.4494 6722 Marcel Baars)
Verdere uitgevers van zijn muziek; Donemus en Bronsheim Muziekuitgeverij. (bronsheimmusic.nl)

## Gemeenteraadslid
Van 1984 tot en met 1994 was Bram Hijmans voor de PvdA gemeenteraadslid in Heemskerk. Onder andere aan zijn inzet is het te danken dat een strook oeroud bos ten zuidwesten van het Heemskerkse tuindersgebied (het zogeheten 'Noordoostoor') destijds niet bij het belendende hoogoventerrein is gevoegd maar bij het eveneens aangrenzende Noordhollands Duinreservaat. Om die reden is in het gebied een wandelpad naar hem vernoemd.
- Library of Congress Control Number: no2005065919
- Nederlandse Thesaurus van Auteursnamen: 07491636X
- Virtual International Authority File: 46497508